# Frejidae
Frejidae zijn een uitgestorven familie van tweekleppigen uit de orde Arcida.